# Rugby (Inglaterra)

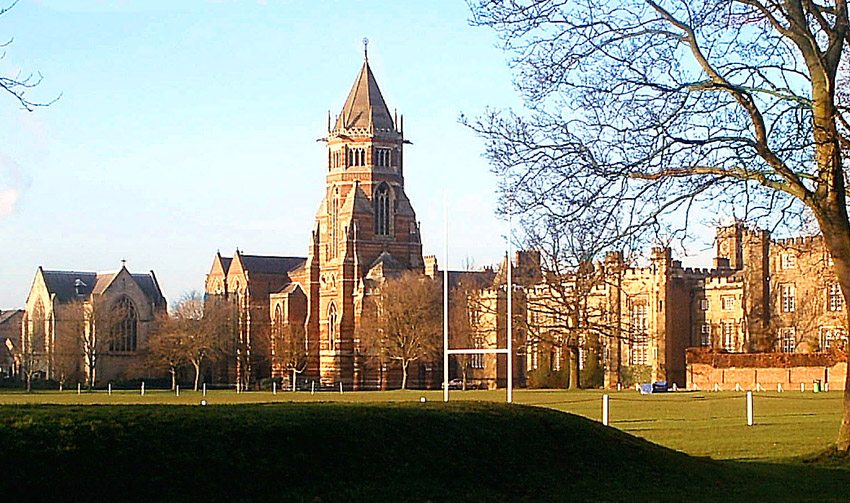
Uma escola em Rugby.

Rugby é uma cidade do condado de Warwickshire no médio oeste da Inglaterra, situada sobre o rio Avon. Possui uma população de 61 988 habitantes segundo o censo de 2001.
A cidade é conhecida por ser o lugar do nascimento do rugby.